# Міток (Леорда, Ботошань)
Міток (рум. Mitoc) — село у повіті Ботошані в Румунії. Входить до складу комуни Леорда.
Село розташоване на відстані 378 км на північ від Бухареста, 19 км на північний захід від Ботошань, 114 км на північний захід від Ясс.

## Населення
За даними перепису населення 2002 року у селі проживали 279 осіб, усі — румуни. Усі жителі села рідною мовою назвали румунську.